# Karen Petrik
Karen Petrik, née le 18 novembre 1997, est une rameuse handisport américaine concourant en tant que barreuse. Elle détient une médaille d'argent mondiale (2019) et une paralympique (2021).

## Carrière
Elle sort diplômée en éducation de l'université du Rhode Island en 2019.
Lors des Championnats du monde 2019, elle remporte la médaille d'argent en quatre avec barreur PR3, médaille qu'elle rafle deux ans plus tard aux Jeux de 2020.